# Pogonomyrmex imberbiculus
Pogonomyrmex imberbiculus är en myrart som beskrevs av Wheeler 1902. Pogonomyrmex imberbiculus ingår i släktet Pogonomyrmex och familjen myror. Inga underarter finns listade i Catalogue of Life.

## Bildgalleri

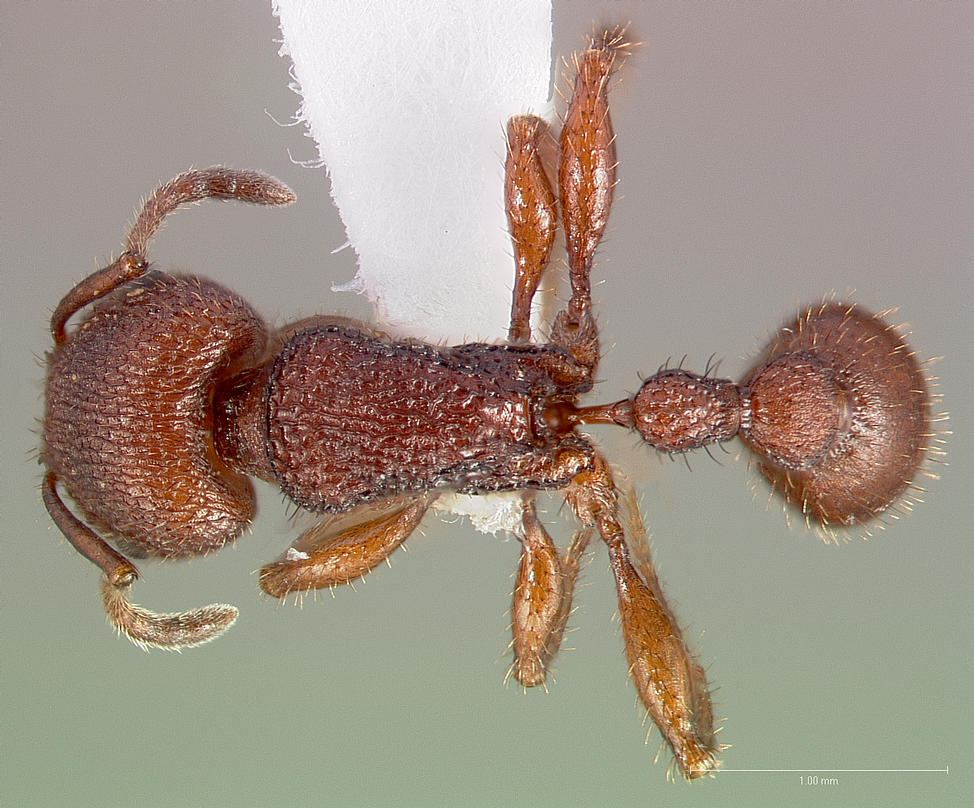
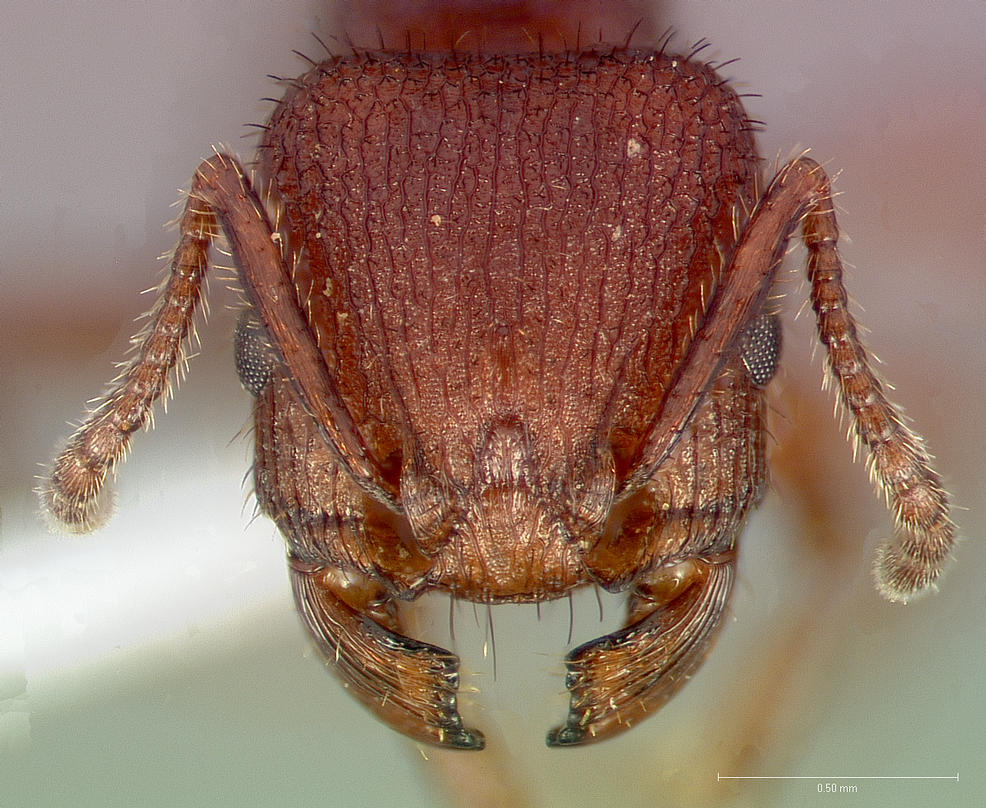
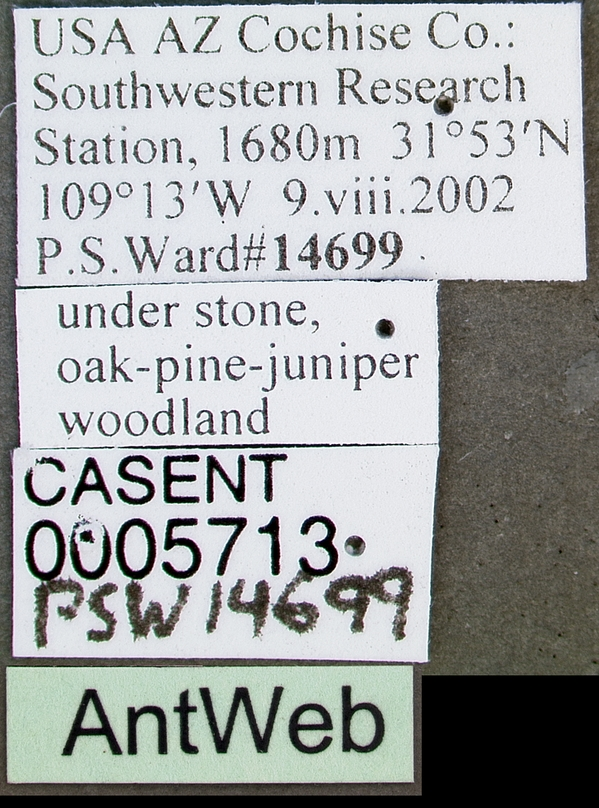
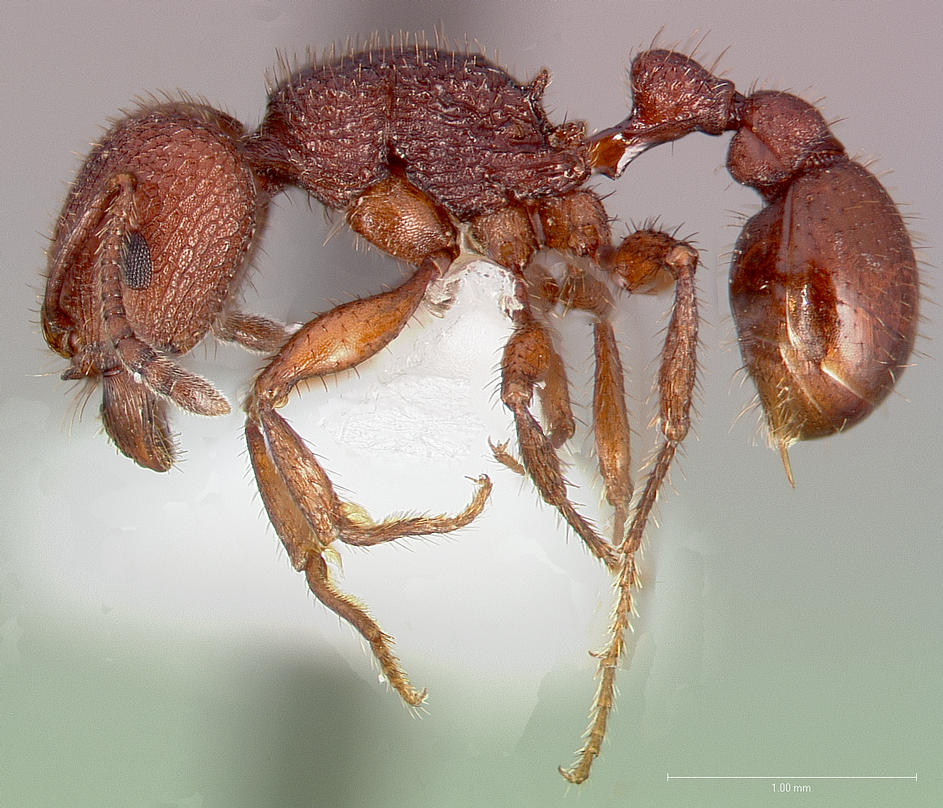
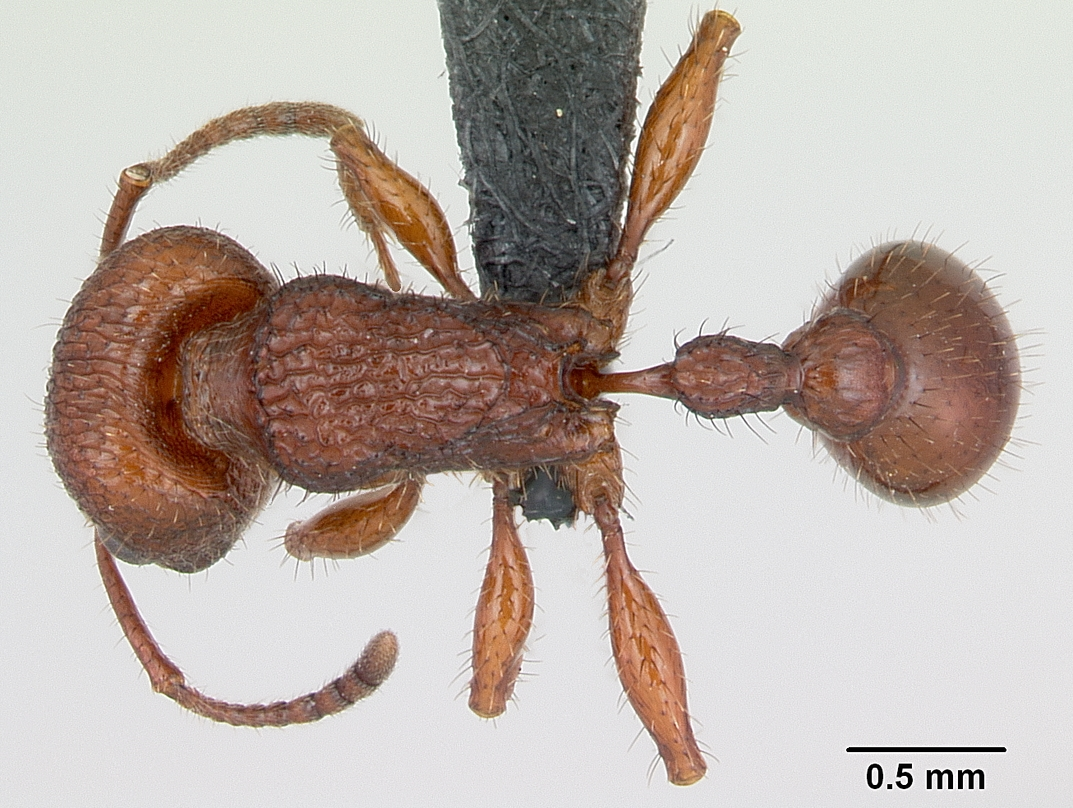
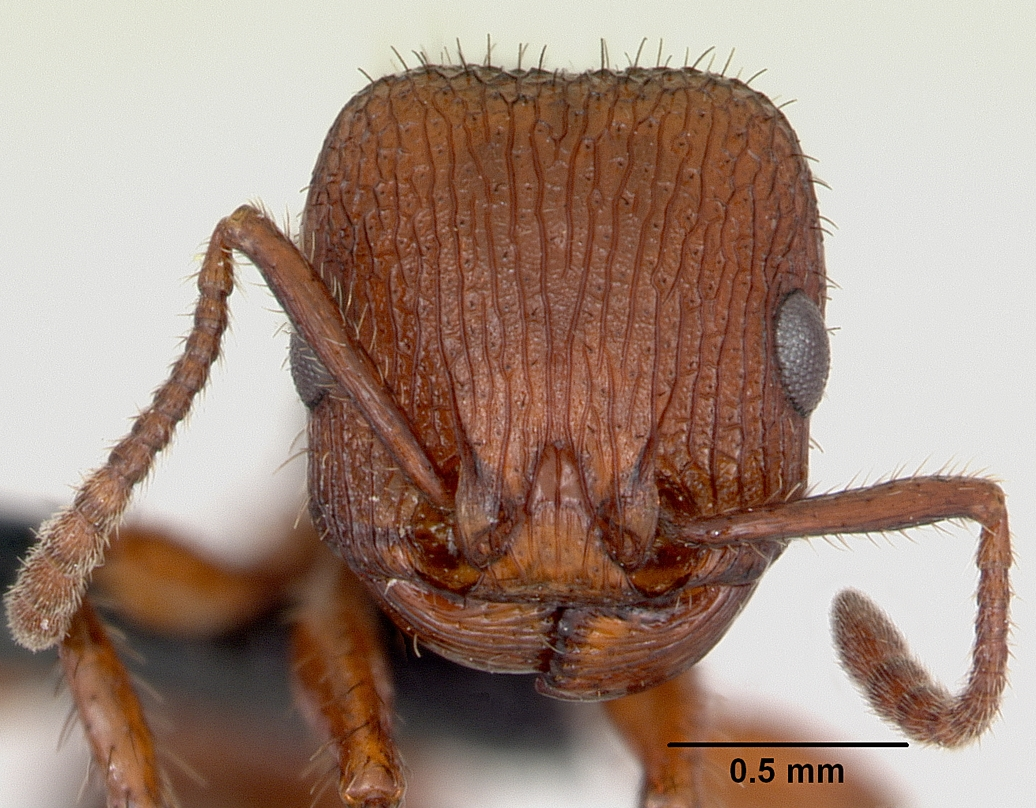